# Buchholz in der Nordheide
Pour les articles homonymes, voir Buchholz.
Buchholz in der Nordheide est une municipalité allemande du land de Basse-Saxe, située dans l'arrondissement de Harburg.

## Histoire
| Appartenances historiques Duché de Brunswick-Lunebourg 1235-1269 Principauté de Lunebourg 1269-1705 Électorat de Brunswick-Lunebourg 1705-1807 Royaume de Westphalie 1807-1811 Empire français (Bouches-de-l'Elbe) 1811-1814 Royaume de Hanovre 1814-1866 Royaume de Prusse (Province de Hanovre) 1866-1918 République de Weimar 1918-1933 Reich allemand 1933-1945 Allemagne occupée 1945-1949 Allemagne 1949-présent |

## Jumelages
La ville de Buchholz in der Nordheide est jumelée avec :
- Canteleu (France) depuis 1978
- Wołów (Pologne) depuis 1996
- Järvenpää (Finlande) depuis 2005

## Personnalités liées à la ville
- Michael et Peter Spierig, réalisateurs nés à Buchholz in der Nordheide.
- Alexander Meier (1983-), footballeur né à Buchholz in der Nordheide.
- Karl-Christian König (1983-), coureur cycliste né à Buchholz in der Nordheide.
- Nikias Arndt (1991-), coureur cycliste né à Buchholz in der Nordheide.
- Anton Stach (1998-), footballeur né à Buchholz in der Nordheide.